# Капуано, Пьетро (старший)
Пьетро Капуано (старший) (Pietro Capuano, maior, также известный как Pietro di Capua, Petrus Capuanus, Pietro Caputo) — католический церковный деятель XII века, дядя кардинала Пьетро Капуано (младшего). На консистории 20 февраля 1193 года был провозглашен кардиналом-дьяконом с титулом церкви Санта-Мария-ин-Виа-Лата. В 1200 году стал кардиналом-священником с титулом церкви Сан-Марчелло. В 1198 году участвовал в выборах папы Иннокентия III. В качестве легата последнего участвовал в Четвёртом крестовом походе.